# Potres u Moliseu 1805.
Potres u Moliseu 1805. dogodio se 26. srpnja u 21:01 UTC. Ima procijenjenu magnitudu od 6,6 na ekvivalentnoj ljestvici magnitude (Me) (izračunato iz podataka o seizmičkom intenzitetu) i najveći percipirani intenzitet od X na Mercallijevoj ljestvici intenziteta. Područje najveće štete bilo je između gradova Isernia i Campobasso, dok se područje intenzivne štete protezalo na oko 2000 četvornih kilometara. Procjenjuje se da je u ovom potresu i dva naknadna potresa umrlo 5573 ljudi.

## Tektonski postav
Južni Apenini nastali su kao sjeveroistočni pokretni preklopni i potisni pojas. Od srednjeg pleistocena u tektonici je dominiralo proširenje. Aksijalni dio Apenina je seizmički najaktivniji, s nizom razornih povijesnih potresa magnitude do oko 7 stupnjeva. Glavni normalni rasjed u epicentralnom području događaja 1805. je rasjedni sustav Bojano.

## Potres
Potres je bio posljedica pomicanja na Bojanskom rasjednom sustavu SZ–JI. Površinska ruptura od 40 km pripisuje se ovom događaju, s najvećim pomakom od 150 cm. Glavnom potresu prethodio je niz predpotresa niskog intenziteta tijekom prethodnog dana. Slijed naknadnih potresa nastavio se do sljedećeg lipnja.

## Šteta
Osobito su velike štete bile u podnožju masiva Matese i ravnici Bojano, gdje je teško pogođeno 30 gradova i sela. Šteta je zabilježena čak do Napulja i Salerna. Klizišta i drugi odroni padina viđeni su na području od oko 5300 četvornih kilometara.
Službeni broj zabilježenih smrtnih slučajeva je 5.573, što predstavlja gotovo 3% stanovnika područja, s još 1.583 ozlijeđenih. Druge procjene broja poginulih kreću se između 4.000 i 6.000.

## Posljedice i reakcije
Najviše pogođeno područje bilo je unutar tadašnjeg Napuljskog Kraljevstva. Kralj Ferdinand IV preuzeo je kontrolu nad odgovorom na ovu katastrofu. Poslao je Gabrielea Giannocolija, poreznog odvjetnika, da posjeti one dijelove sela koji su najviše stradali, da procijeni situaciju i učini što je potrebno. Dane su mu značajne ovlasti, zajedno s financijskim sredstvima, kako bi mogao izvršiti svoju zadaću. Usredotočio se na obilazak najteže oštećenih područja, oslanjajući se na izvješća drugih dužnosnika u manje pogođenim dijelovima. Na njegov zahtjev poslani su vojnici da uspostave red i spriječe pljačku u nekim područjima. Popravljeni su ili srušeni samo objekti u opasnom stanju. Osigurana su privremena skloništa za beskućnike i kolibe koje su se koristile kao bolnice. Kralj je u kolovozu obustavio poreze za cijelo područje oko Molisea.